# Kamienica Pod Lwami w Lublinie
Kamienica Pod Lwami – zwana też Kamienicą Cholewińską, renesansowa kamienica w Lublinie, której właścicielem był pierwotnie Jerzy Organista. Jej gzyms zdobią trzy kute w kamieniu lwy.

## Historia

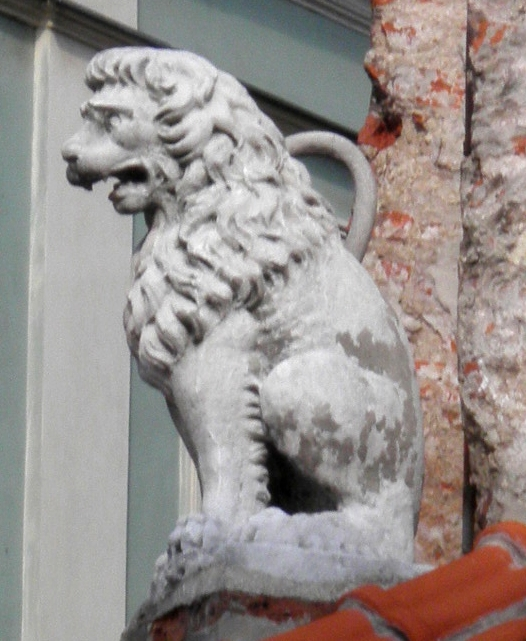
Rzeźba lwa, zdobiąca fasadę kamienicy (2011)

Narożna kamienica Rynek 9 znajduje się we wschodniej pierzei rynku, zwanej stroną Konopniców. Właścicielem tego domu był Jerzy Organista. Za czasów rodziny Cholewińskich została około 1600 roku przebudowana w stylu renesansu, zwieńczona wspaniałą attyką ozdobioną trzema rzeźbionymi w wapieniu lwami z XVI wieku, jeden z nich jest prawdopodobnie autorstwa Santi Gucciego. Kolejna przebudowa nastąpiła w XIX wieku, kiedy na licytacji nabył ją Józef Prus Potocki. W 1824 roku zlecił jej odnowę inż. Jakubowi Hemplowi, który nadał jej klasycystyczną, monumentalną fasadę od strony Rynku. Lwy zdemontowane z attyki, ustawiono na gzymsie parteru, stąd jej nazwa „Pod Lwami”. W okresie międzywojennym ówczesny właściciel Ludwik Księżycki użyczał części kamienicy m.in. Lubelskiemu Towarzystwu Miłośników Książki.